# Distrikt Sancos (Lucanas)
Der Distrikt Sancos liegt in der Provinz Lucanas in der Region Ayacucho in Südzentral-Peru. Der Distrikt besitzt eine Fläche von 1504 km². Beim Zensus 2017 wurden 4778 Einwohner gezählt. Im Jahr 1993 lag die Einwohnerzahl bei 2903, im Jahr 2007 bei 5548. Sitz der Distriktverwaltung ist die 2817 m hoch gelegene Ortschaft Sancos mit 424 Einwohnern (Stand 2017). Sancos liegt 45 km südsüdöstlich der Provinzhauptstadt Puquio.

## Geographische Lage
Der Distrikt Sancos liegt in der peruanischen Westkordillere im östlichen Süden der Provinz Lucanas. Der Río Yauca fließt entlang der östlichen Distriktgrenze nach Süden und durchquert anschließend den Süden des Distrikts. Dessen rechter Nebenfluss Río Paralmayoc durchquert den Distrikt mittig in südwestlicher Richtung. Im Süden reicht der Distrikt bis auf knapp 33 km an die Pazifikküste heran.
Der Distrikt Sancos grenzt im Südwesten an die Distrikte Jaquí und Acarí (beide in der Provinz Caravelí), im Nordwesten und im Norden an den Distrikt San Pedro, im Nordosten an den Distrikt Chaviña sowie im Südosten an den Distrikt Pullo (Provinz Parinacochas).

## Ortschaften
Neben dem Hauptort gibt es folgende größere Ortschaften im Distrikt:
- Chically (218 Einwohner)
- Palca (133 Einwohner)
- San Luis Alta (505 Einwohner)
- Santa Filomena (772 Einwohner)
- Santa Rosa Alta (222 Einwohner)